# Horaga fruhstorferi
Horaga fruhstorferi är en fjärilsart som beskrevs av Corbet 1941. Horaga fruhstorferi ingår i släktet Horaga och familjen juvelvingar. Inga underarter finns listade i Catalogue of Life.